# Трефурт (дворянский род)
Трефурт (нем. Trefurt) — дворянский род.
Потомство Лудольфа Отто Трефурта (1700—1766), который в 1726 г. прибыл в Санкт-Петербург, где служил домашним учителем, а затем пастором Екатерининского и Петровского приходов.
Его сын, Фёдор Леонтьевич (Фридрих Лудольф; 1744—1798), был президентом духовной консистории в Нарве. Возведён в дворянское достоинство римской империи по грамоте императора Франца II в 1794 году. Его сыновья:
- Леонтий Фёдорович (Отто Лудольф; 1772—1848) — дипломат, адъютант А. В. Суворова во время Швейцарского похода[2]. В 1813 г. утверждён в потомственном дворянском достоинстве Российской Империи, по чину действительного статского советника;
  - Фёдор Леонтьевич (Фридрих; 1807—1871) статский советник;
  - Елизавета Леонтьевна (1816—1892), замужем за генерал-майором И. А. Эллиотом.
- Фёдор Фёдорович (1774—1846) — генерал-майор, участник войн против Наполеона, комендант Твери.

## Описание герба
В червлёном щите серебряный пеликан в золотом гнезде питает своей червлёной кровью трёх птенцов.
На щите дворянский коронованный шлем. Нашлемник: между двух червлёных орлиных крыльев серебряный цветочный горшок с тремя червлёными с пятью листьями цветками с золотыми лепестками, зелёными листьями и стеблями. Намёт на щите червлёный, подложенный серебром.